# Kanton 10
Kanton 10 of Provincie Herceg-Bosna (Bosnisch/Servisch: Kanton 10, Livanjski kanton, Kroatisch: županija 10) is een van de tien kantons van de Federatie van Bosnië en Herzegovina in Bosnië en Herzegovina. Het kanton is gelegen in het westen van het land aan de grens met Kroatië. Het bestuurscentrum is gevestigd in Livno, de grootste stad van het kanton.
Het gebied staat bekend als etnisch Kroatisch. Drie van de zes gemeenten worden echter in meerderheid door Serviërs bewoond: Drvar, Bosansko Grahovo, en Glamoč. De andere gemeenten (Kupres, Livno en Tomislavgrad) worden overwegend door Kroaten bevolkt.
Tijdens de oorlogen in Joegoslavië riep Fikret Abdić de Autonome provincie West-Bosnië uit, dat het hier echter een ander gebied betreft, rondom de stad Velika Kladuša in het huidige kanton Una-Sana.